# Toby's Bow
Toby's Bow è un film muto del 1919 diretto da Harry Beaumont. La sceneggiatura di Edward T. Lowe Jr. si basa sul lavoro teatrale Toby’s Bow (1919) di John Taintor Foote. La commedia era andata in scena a Broadway il 10 febbraio 1919, interpretata da George F. Marion

## Trama
Lo stile di vita bohémien non convenzionale e sregolato del Greenwich Village nuoce alla carriera di Tom Blake, uno scrittore che ha perso la vena creativa. Il suo editore si rifiuta di dargli degli anticipi finché non lascerà quel luogo. Così un amico di Tom ha l'idea di offrirgli un rifugio tranquillo da Eugenia, una giovane scrittrice del sud alle prime armi, ispirata nella sua passione proprio dal primo romanzo di Tom. Quest'ultimo si presenta nella residenza di Eugenia sotto falso nome, venendo presentato all'anziana e aristocratica nonna come un amico di famiglia e non come un pensionante. Ma Toby, il fedele domestico nero della casa, rifiuta di inchinarsi cortesemente davanti all'ospite com'è uso fare con le persone di famiglia.

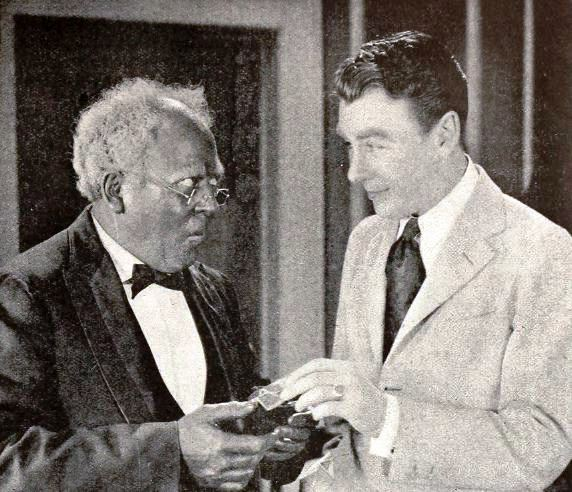
Nick Cogley e Tom Moore

Durante il suo soggiorno nell'elegante dimora ormai decaduta, Tom aiuta Eugenia a riscrivere il suo romanzo che, quando esce, ha un grande successo e permette alla giovane di pagare il mutuo della tenuta. Ma quando Eugenia scopre la vera identità di Tom, si ribella perché dichiara che non vuole la carità di nessuno. Dopo aver provato la vita del Greenwich Village, Eugenia torna a casa, perdona Tom del suo inganno e accetta di sposarlo. Finalmente, Toby, il domestico, riserva a Tom il sospirato inchino.

## Produzione
Il film fu prodotto dalla Goldwyn Pictures Corporation.

## Distribuzione
Distribuito dalla Goldwyn Distributing Company, il film - presentato da Samuel Goldwyn - uscì nelle sale cinematografiche USA il 14 dicembre 1919.
Non si conoscono copie ancora esistenti del film che si ritiene presumibilmente perduto.